# Damien Adam
Pour les articles homonymes, voir Adam (homonymie).
Damien Adam, né le 28 juin 1989 à Orléans, est un homme politique français.
Membre de La République en marche, il est élu député dans la 1re circonscription de Seine-Maritime lors des élections législatives de 2017. Il est réélu lors des élections législatives de 2022.

## Biographie
Né le 28 juin 1989 à Orléans (Loiret), Damien Adam est diplômé de la Toulouse Business School avec une spécialité en marketing et communication[source insuffisante]. Il travaille au Crédit agricole Normandie Seine à Rouen à partir de 2015 comme chargé d’offres au service marketing.
Il adhère au mouvement « Les Jeunes avec Macron », puis à En marche ! en avril 2016. Créateur du comité local de Rouen, il devient ensuite référent départemental du mouvement. Investi candidat aux élections législatives consécutives à la présidentielle par La République en marche !, il est élu député de la 1re circonscription de Seine-Maritime par 54,68 % des voix face à l'ex-ministre et députée socialiste sortante Valérie Fourneyron,.

## Parcours politique
Il est membre de la commission des Affaires économiques. Spécialiste des transports et en particulier des constructeurs et des flottes dont il défend le verdissement, il est rapporteur pour avis de la commission des Affaires économiques pour le projet de loi ferroviaire en 2017 et de la loi d'orientation des mobilités en 2019.
Il est également rapporteur de la mission d’information sur l’incendie de l'usine Lubrizol à Rouen dont il rend ses conclusions le 10 février 2020, soit 4 mois après l’incendie. Il formule 13 propositions pour lutter contre le risque industriel, améliorer la culture du risque et mieux communiquer auprès des populations, dont la création d'un "bureau enquête accident" et le développement de la technologie du “cell broadcast” pour communiquer rapidement avec la population en cas de risque industriel.
Il est rapporteur de l’article sur le code minier au sein du projet de loi portant lutte contre le dérèglement climatique et renforcement de la résilience face à ses effets.
Après la fin des travaux de la Convention citoyenne pour le climat, il se dit favorable à consulter les Français par référendum sur la réduction de la limite de vitesse sur autoroute à 110 km/h (mesure rejetée par Emmanuel Macron) et la rénovation thermique des logements.

## Polémiques
Le 4 novembre 2017, il accorde un entretien au journal Paris-Normandie, dans lequel il déclare que « certaines personnes (...) partent en vacances aux Bahamas ou en Chine grâce à l'assurance chômage »,.  Le 10 novembre, il est revenu sur ses propos et s'est excusé : « Le mot ‘certains’ n’était pas adapté, puisqu'il s’agit d’une minorité. Je ne voulais pas pointer du doigt les demandeurs d’emploi dans leur ensemble ». Damien Adam admet que « la fraude fiscale est bien plus grave que la fraude sociale. Les sommes en jeu sont bien plus importantes et nous luttons contre ».

## Synthèse des résultats électoraux

### Élections législatives
| Année | Parti | Parti    | Circonscription          | 1er tour | 1er tour | 1er tour | 2d tour | 2d tour | 2d tour | Issue |
| Année | Parti | Parti    | Circonscription          | Voix     | %        | Rang     | Voix    | %       | Rang    | Issue |
| ----- | ----- | -------- | ------------------------ | -------- | -------- | -------- | ------- | ------- | ------- | ----- |
| 2017  |       | LREM     | 1re de la Seine-Maritime | 11 471   | 34,64    | 1er      | 13 271  | 54,68   | 1er     | Élu   |
| 2022  | 9 424 | LREM     | 1re de la Seine-Maritime | 28,20    | 2e       | 15 823   | 50,12   | 1er     | Élu     |       |
| 2024  |       | RE (ENS) | 1re de la Seine-Maritime | 12 455   | 27,62    | 2e       | 12 690  | 28,52   | 2e      | Battu |